# Гвидо Ланфранк
Гвидо Ланфранк (также Ланфранк Миланский, итал. Ugo Lanfranco da Milano, ок. 1250—1315) — итальянский хирург, практиковавший во Франции. Личный врач короля Филиппа IV, автор известного руководства по хирургии «Chirurgia Magna».
Ланфранк родился в XIII веке в Милане, обучался врачебному искусству у Гульельмо да Саличето в Болонье. Желая скрыться от борьбы гвельфов и гибеллинов, Ланфранк оставил практику в Милане и перебрался в Лион. Около 1295 года Гвидо в Париж начал читать лекции в парижском братстве святых Космы и Дамиана — основанной Людовиком IX коллегии хирургов. Выпускники коллегии считались врачами, а не цирюльниками. Вскоре Ланфранк был назначен врачом Филиппа IV, которому в 1296 посвятил свой трактат. В книге были детально описаны сотрясение мозга, перелом костей черепа, язвы, свищи и вывихи с указанием, в каких случаях требуется хирургическое вмешательство. Ланфранк настаивал на том, что хирургия является наукой, а не ремеслом, и его «Chirurgia Magna» была предназначена в качестве учебного пособия для студентов университета.
Сведения из книги Ланфранка использовал его младший современник Анри де Мондевиль. «Chirurgia Magna» выдержала более 70 переизданий на различных языках до 1490 года. В английской медицине Ланфранк известен благодаря своему совету использовать кровопускание при мигрени.